# Rodenstock (Unternehmen)

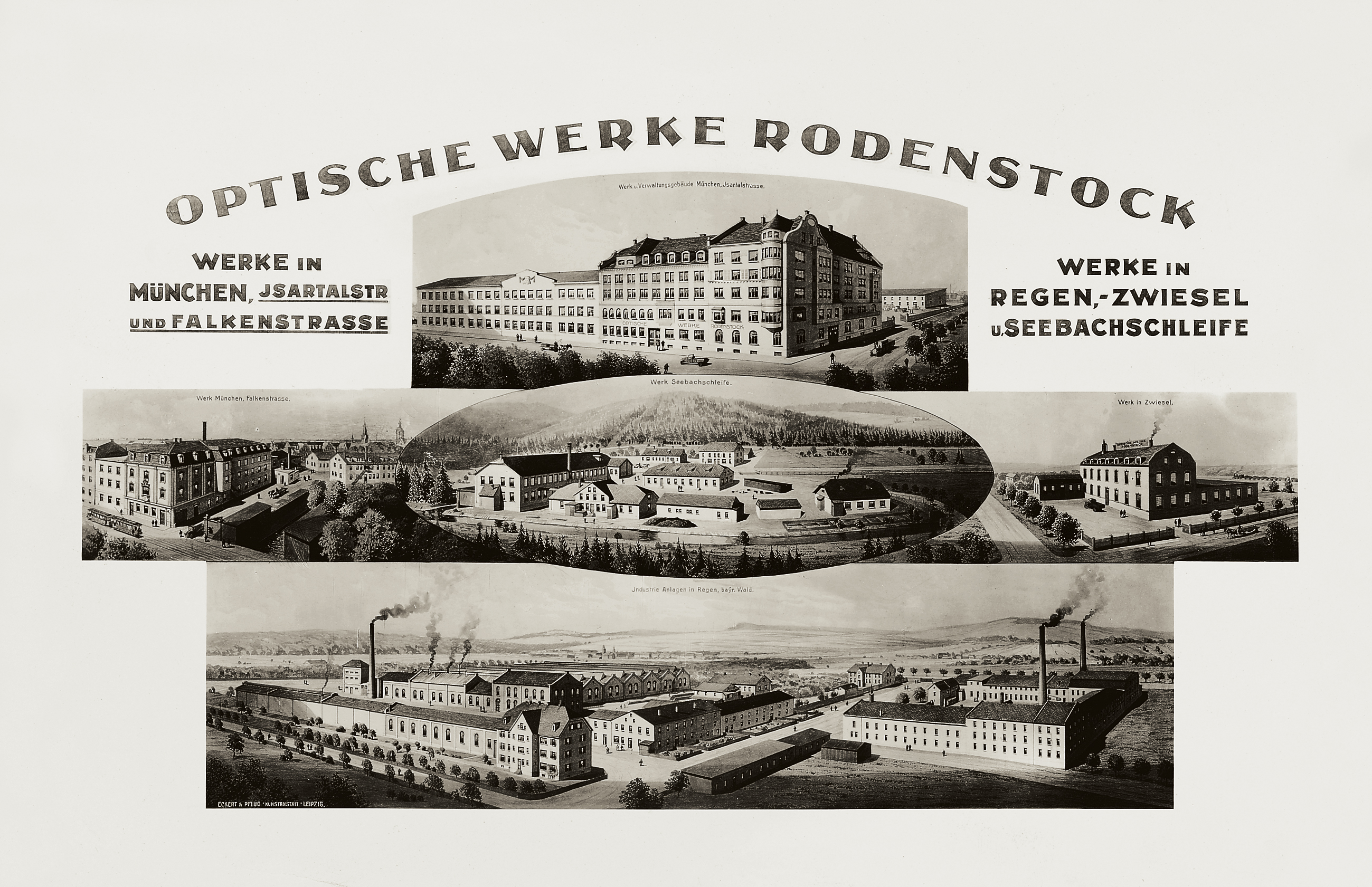
Optische Werke Rodenstock, um 1928

Die Rodenstock GmbH ist ein deutscher Hersteller von Brillengläsern mit Hauptsitz in München.

## Geschichte

### Gründungsjahre (1877–1920)
Das Unternehmen wurde 1877 in Würzburg von Josef Rodenstock gegründet. In der feinmechanischen Werkstatt wurden Barometer, Brillengläser und Fassungen, Waagen und Messinstrumente produziert. 1880 entwickelte Rodenstock mit den Diaphragma-Brillengläsern das erste patentierte Produkt und exportierte dies zwei Jahre später.
1883 wurde der Firmensitz nach München verlegt und 1898 in Regen im Bayerischen Wald ein Schleiferei-Betrieb errichtet. 1899 fertigte Rodenstock die ersten Gläser mit UV-Schutz. 1886 erwarb er das Rodenstock-Firmengrundstück an der Isartalstraße im heutigen Dreimühlenviertel. 1905 siedelte mit dem Einstieg Josefs Sohns Alexander Rodenstock die gesamte Fabrikation nach München um. Außerdem unterhielt das Unternehmen in anderen deutschen Städten Filialen, in Berlin sogar vier. In Medien warb die Fachanstalt für Augen-Gläser unter anderem mit dem Slogan „Sind Ihre Augen kurzsichtig, dann gehen Sie zu Rodenstock“. Zu Zeiten des Wilhelminischen Kaiserreiches war Josef Rodenstock Hof-Optiker des deutschen Kaisers.

### Einstieg in die Objektiv- und Rüstungsproduktion (1920–1953)

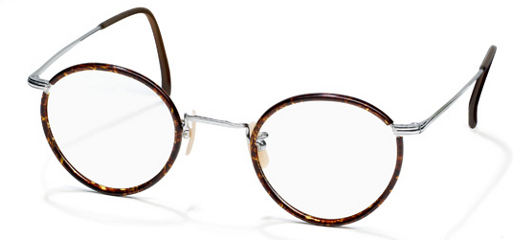
Rodenstock Brillenmodell, 1940er

Ab den 1920er Jahren produzierte Rodenstock in Großserie Objektive für zahlreiche Kamerahersteller. Eine eigene Kameraproduktion wurde auf Druck der Abnehmer dieser Objektive eingestellt. 1930–1939 baute Rodenstock Vertretungen und Büros in allen wichtigen Märkten weltweit auf.

Während des Zweiten Weltkrieges stellte Rodenstock Rüstungsgüter her, unter anderem Panzerfernrohre und Ausblickprismen für Panzer. Die Brillenproduktion wurde jedoch beibehalten, da sie ebenfalls als „kriegswichtig“ galt. In der Nachkriegszeit konzentrierte sich die Unternehmensleitung wieder stärker auf die als Kernkompetenzen gesehenen Geschäftsfelder der Brillenfassungen und Brillengläser. 

### Bundesdeutsches Großunternehmen in Familienhand (1953–2000)

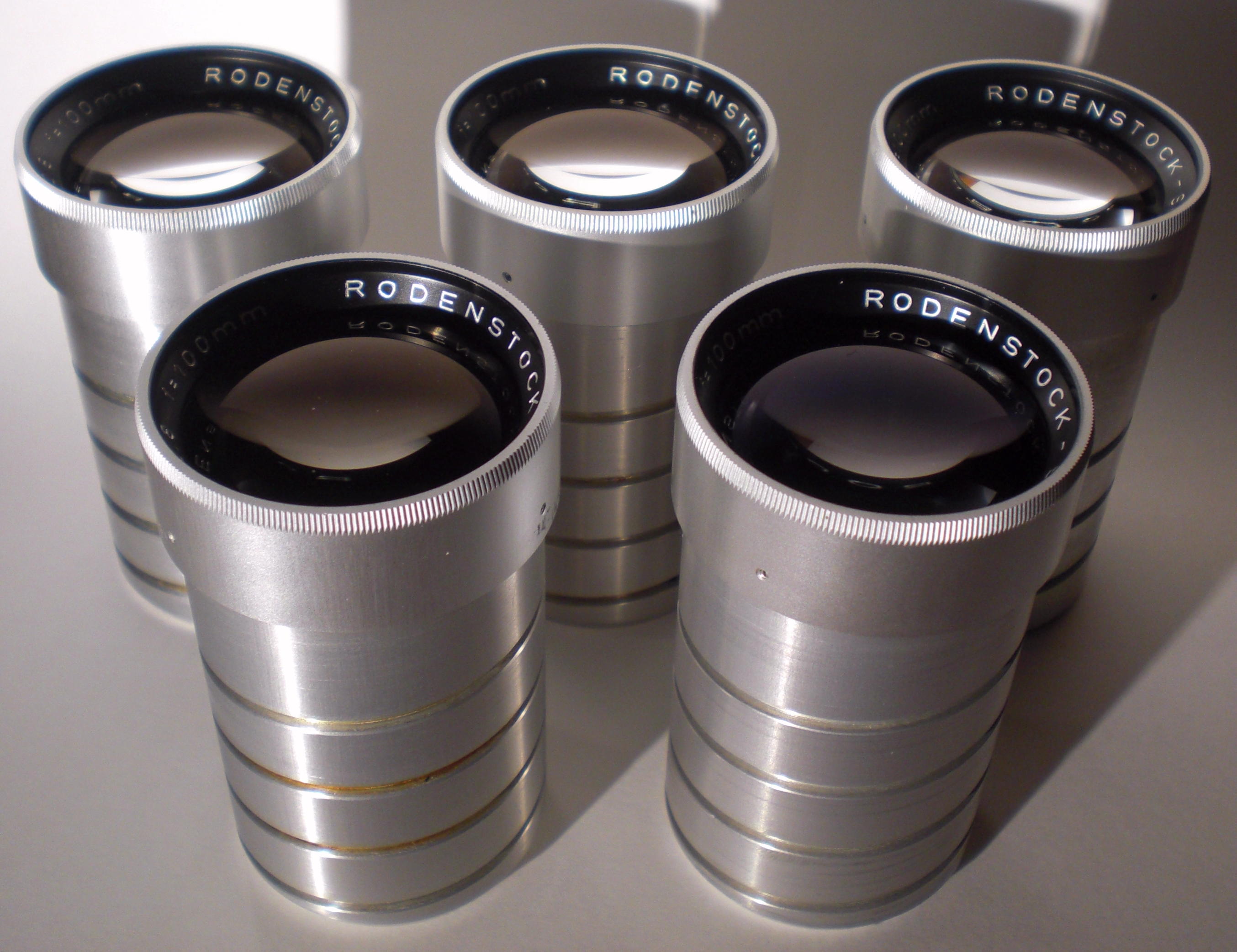
Rodenstock Splendar-Objektive, 1960er Jahre

1953 übernahm Alexander Rodenstocks Sohn Rolf Rodenstock die Unternehmensleitung. Der Aufstieg zu einem weltbekannten Großunternehmen der optischen Industrie begann. Seit etwa 1954 investierte der Konzern neben Anzeigen in Fachzeitschriften für Augenoptiker und Augenärzte verstärkt in Publikumswerbung.
1955 wurden fünf Millionen Brillenfassungen produziert. Neben Brillen wurden auch weiterhin andere Optiken gefertigt, beispielsweise Projektionsobjektive für Diaprojektoren (Splendar). 1968 führte Rodenstock die ersten selbsttönenden Brillengläser Europas ein und produzierte ab 1975 die weltweit ersten Brillengläser aus Kunststoff.
Währenddessen wurde zwischen 1972 und 1983 das Netz ausländischer Vertriebsgesellschaften weiter ausgebaut. Nicht im Namen der Firma, sondern als Privatmann betätigte sich Rolf Rodenstock bereits 1950/51 in Chile als Mitgründer des optisch-feinmechanischen Betriebs Industria Optica Rodenstock – Chile S.A. Dies wurde nach und nach von der Optische Werke G. Rodenstock KG übernommen und ist bis heute Marktführer bei Brillen in Chile. 1983 trat Randolf Rodenstock als persönlich haftender Gesellschafter (Komplementär) in den Gesellschafterkreis der Optischen Werke G. Rodenstock ein und leitete das Unternehmen gemeinsam mit seinem Vater Rolf Rodenstock.
Im Jahr 1989 verlagerte Rodenstock einen Großteil der Münchener Produktion in den neu aufgebauten Serienstandort nach Thailand und den Produktionsstandort Ebersberg nach Malta. Der Umsatz, 1988 rund 700 Millionen Mark, war 1989 um etwa 10 Prozent zurückgegangen. 1991 wurde das Logo und Markenzeichen R eingeführt.
In Klattau (Tschechien) baute das Unternehmen 1995–1996 ein neues Werk für Rezeptgläser. 2000 wurde der Geschäftsbereich Präzisionsoptik (Fertigung von Objektiven für analoge Fachkameras, bekannt u. a. unter den Markennamen Sironar, Apo-Ronar, Grandagon), Vergrößerungsgeräte (z. B. das Rodagon) und digitale Fachkameras mit hochauflösenden Digitalrückteilen (z. B. das 1997 vorgestellte Apo-Sironar digital) an die Linos AG, Göttingen verkauft.

### 2000 bis 2010
Aus dem Unternehmensbereich Brille wurde 2002 das neue Unternehmen Rodenstock GmbH. Geschäftliche Schwierigkeiten in den USA führten 2003 zu einer schweren Unternehmenskrise. Im gleichen Jahr stieg die Private-Equity-Gesellschaft Permira mit 49 % bei Rodenstock ein. 2004 stockte Permira seine Anteile an Rodenstock auf 85 % auf, 10 % hielt weiterhin die Familie Rodenstock. Mit Permira wurde eine umfassende Restrukturierung eingeleitet.
2006 verkaufte Permira seine 85-%-Anteile von Rodenstock an die Private-Equity-Gesellschaft Bridgepoint Capital; auch die Familie Rodenstock verkaufte 2007 die restlichen 10 % ihrer Anteile an Bridgepoint. Bridgepoint hielt somit 95 % an Rodenstock.

### Seit 2010

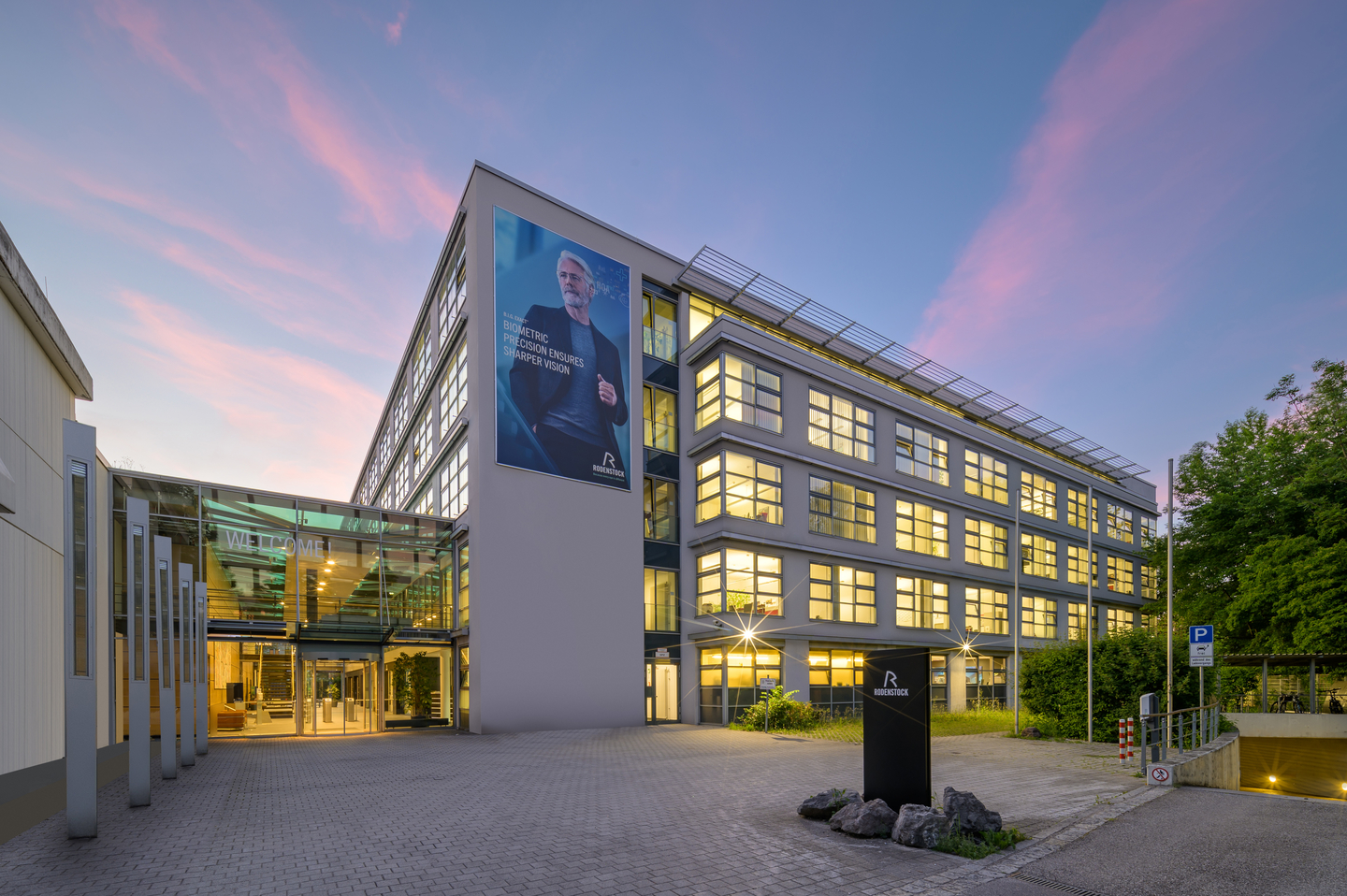
Rodenstock Headquarters in München (2022)

2012 wurde mit der Eye Lens Technologie ein Brillenglas auf den Markt eingeführt, bei dem der Einstellastigmatismus und die Listingsche Regel für die Nähe berücksichtigt und die physiologisch korrekten Nahrefraktionswerte berechnet werden, so dass das Sehvermögen des Brillenträgers ausgeschöpft werden kann. Im Mai 2012 zog Rodenstock nach 126 Jahren an der Isar nach München-Laim.
2015 gibt Bridgepoint Capitals seine Anteile an die Private-Equity-Gesellschaft Compass Partners ab.
2020 wurde eine neue Technik eingeführt, in der das Auge an tausenden von Datenpunkten vermessen wird; um biometrische Brillengläser zu produzieren.
2021 gab die Private-Equity-Gesellschaft Apax Partners den Erwerb der Rodenstock Gruppe bekannt.
2022 bietet Rodenstock ein Brillenglas an, das durch künstliche Intelligenz unterstützt wird.
2023 verkauft Rodenstock sein Brillenfassungsgeschäft an De Rigo und fokussiert sich somit zukünftig auf die Herstellung von Brillengläsern. Der Verkauf beinhaltet auch die Vermarktung der Lizenzmarke Porsche Design.

## Brillenglas-Kartell

### Strafbare Absprachen
Im Juni 2010 hat das deutsche Bundeskartellamt gegen fünf Brillenglashersteller und den Zentralverband der Augenoptiker und Optometristen (ZVA) wegen Kartellabsprachen Bußgelder in Höhe von insgesamt 115 Mio. Euro verhängt.
Beteiligt waren folgende Unternehmen:
- Essilor GmbH (heute EssilorLuxottica)
- Rupp + Hubrach Optik GmbH, Bamberg (ebenfalls EssilorLuxottica)
- Carl Zeiss Vision GmbH, Aalen
- Rodenstock GmbH
- Hoya Lens Deutschland GmbH, Mönchengladbach[20]

## Aktuelles Produktsortiment

Rodenstock Brillenglas mit „R“ Markenlogo

Gegenwärtig (Stand 2023) befasst sich das Unternehmen mit der Entwicklung, Herstellung und dem Verkauf von Brillengläsern, sowie Gleitsicht-, Sonnen-, Sport-, Lese-, Bildschirm-, Autofahrer- und Kinderbrillen.
Im Sortiment sind Einstärkengläser, Gleitsichtgläser, Nahkomfortgläser sowie getönte Gläser und selbsttönende Gläser.

## Produktionsstätten
Rodenstock unterhält 6 zentrale Produktionszentren, um ein global verfügbares Angebot zu gewährleisten.